# Syrrhopodon leprieurii
Syrrhopodon leprieurii là một loài rêu trong họ Calymperaceae. Loài này được Mont. mô tả khoa học đầu tiên năm 1834.